# John H. Gear

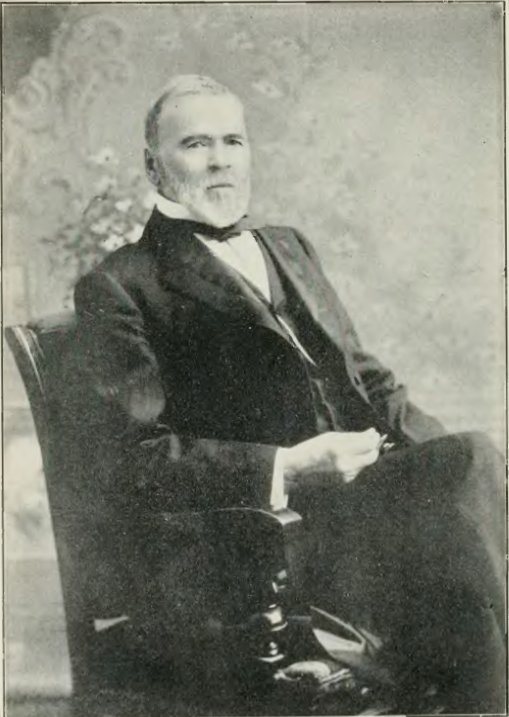
John H. Gear

John Henry Gear, född 7 april 1825 i Ithaca, New York, död 14 juli 1900 i Washington, D.C., var en amerikansk republikansk politiker. Han var guvernör i delstaten Iowa 1878-1882. Han representerade Iowa i båda kamrarna av USA:s kongress, först i representanthuset 1887-1891 samt 1893-1895 och sedan i senaten från 4 mars 1895 fram till sin död.
Gear gifte sig 1852 med Harriet S. Foote. Paret fick fyra barn. Gear var borgmästare i Burlington, Iowa 1863.
Gear efterträdde 1878 Joshua G. Newbold som guvernör i Iowa. Han omvaldes lätt till en andra mandatperiod som guvernör. Han efterträddes i januari 1882 av Buren R. Sherman.
Gear besegrade sittande kongressledamoten Benton Jay Hall i kongressvalet 1886. Han omvaldes 1888. Han förlorade sedan i kongressvalet 1890 mot demokraten John Joseph Seerley.
Gear tjänstgjorde som biträdande finansminister 1892-1893. Han besegrade Seerley i kongressvalet 1892 och efterträdde 1895 James F. Wilson som senator för Iowa. Han avled i ämbetet och efterträddes som senator av Jonathan P. Dolliver. Hans grav finns på Aspen Grove Cemetery i Burlington.